# Kleinkevelaer
Kleinkevelaer is een gehucht even ten zuidoosten van Twisteden in Noordrijn-Westfalen. De oude nederzetting ligt nabij de grens met Nederland tussen Twisteden, Wetten en Lüllingen.
Hoewel de naam anders doet vermoeden behoort de plaats pas sinds de gemeentelijke herindelingen van 1969 tot de gemeente Kevelaer. In 1975 kwam het door bestuurlijke herindelingen tot Kreis Kleve, voordien behoorde het tot Kreis Geldern.